# Thioindigo
Thioindigo, systematische Bezeichnung nach Colour Index Vat Red 41, ist eine chemische Verbindung aus der Gruppe der Organoschwefelverbindungen, die als Farbstoff verwendet wird. Sie ist dem bekannteren Indigo ähnlich, wobei dessen zwei Imingruppen (NH) durch Schwefel ersetzt sind.

## Gewinnung und Darstellung
Thioindigo wurde Anfang des 20. Jahrhunderts von Paul Friedlaender entdeckt und ursprünglich aus Indigo durch Anlagerung von Schwefel gewonnen. Es handelt sich um ein Isoster von Indigo, bei dem die Stickstoffatome durch Schwefel ersetzt sind (daher die griechische Vorsilbe „thio“). Heute sind für die Verbindung und ihre Chlorderivate eine Reihe von Herstellverfahren bekannt, in der Regel durch Oxidation der entsprechenden 3-Hydroxythionaphthene. Möglich ist auch eine S-Alkylierung von Thiosalicylsäure mit Chloressigsäure, analog der Indigosynthese nach Heumann. Der dabei entstehende Thioether cyclisiert zu 2-Hydroxythionaphthen, das zu Thioindigo dimerisiert.

## Eigenschaften
Thioindigo ist ein rotes bis violettes Pulver. Es kommt in zwei Modifikationen vor: Thioindigo II weist eine monokline Kristallstruktur mit der Raumgruppe P21/n auf, während Thioindigo I die Raumgruppe P21/c besitzt. Neben der normalen trans-Form kommt auch die isomere cis-Form (Isothioindigo) vor. In benzolischer Lösung liegt ein Gleichgewicht zwischen beiden Formen vor.

## Verwendung

Indanthrenbrillantrosa R, ein Derivat des Thioindigos.

Thioindigo wird als violetter Farbstoff verwendet. Nach der Entdeckung der Pigmentgruppe der Chinacridonpigmente um 1935 etablierte die Firma DuPont diese in den 1960er-Jahren als synthetische Pigmente auf dem Markt. Die verwandte Verbindung 4,7,4',7'-Tetrachlorthioindigo, ein ebenfalls kommerziell wichtiger Farbstoff, kann durch Chlorierung von Thioindigo gewonnen werden. Die verwandte Verbindung Indanthrenbrillantrosa R (CI 73360) ist ein rotes Thioindiopigment. Sie findet Verwendung in kosmetischen Produkten, wie beispielsweise Zahnpasta oder Lippenstifte, während sie durch die deutsche Kosmetik-Verordnung in Haarfärbemitteln verboten ist.
Zahlreiche Derivate des Thioindigo weisen in Abhängigkeit von der Art und Position der Substituenten sehr gute Licht- und Wetterechtheit sowie Migrations- und Lösemittelechtheit auf. Die Farbtöne dieser Thioindigopigmente reichen von Rotviolett bis Braun.